# Список умерших в 1912 году
В этой статье представлен список известных людей, умерших в 1912 году.
- См. также: Категория:Умершие в 1912 году

## Январь
- 3 января — Феликс Людвиг Юлиус Дан (77) — немецкий писатель и поэт, автор исторических романов.
- 14 января — Илья Казас — выдающийся караимский просветитель, педагог и поэт.
- 16 января — Георг Гейм (24) — немецкий поэт, писатель, драматург, ключевая фигура раннего экспрессионизма; трагически погиб (утонул).
- 29 января — Герман Банг — датский писатель, деятель театра.

## Февраль
- 1 февраля — Яков Демченко (69) — русский и украинский общественный деятель, публицист, журналист.
- 7 февраля — Дмитрий Милютин (95) — российский военный и государственный деятель.
- 10 февраля — Джозеф Листер (84) — английский хирург.
- 17 февраля — Иван Петрович Трутнев (84 или 85) — русский художник.

## Март
- 14 марта — Пётр Лебедев (46) — русский физик-экспериментатор, первым подтвердивший на опыте вывод Максвелла о наличии светового давления, создатель первой в России научной физической школы, профессор Московского университета.
- 17 марта — Геннадий Юдин (72) — российский библиофил, купец и промышленник (род. 1840).
- 26 марта — Николай Пимоненко (50) — выдающийся украинский жанровый живописец.
- 29 марта — Габриел Сундукян (86) — армянский писатель, драматург.
- 30 марта — Карл Май (70) — немецкий писатель (род. 1842).

## Апрель
- 2 апреля — Владимир Ратьков-Рожнов (77) — русский общественный деятель, предприниматель и промышленник, сенатор, действительный тайный советник.
- 6 апреля — Шабдан Джантаев (62) — киргизский государственный и военный деятель.
- 8 апреля — Иван Иванюков (67) — экономист.
- 12 апреля — Клара Харлоу Бартон (90) — основательница американского Красного Креста.
- Погибшие во время катастрофы пассажирского лайнера «Титаник» (15 апреля):
- См. также Категория:Погибшие на «Титанике»
  - Эдвард Джон Смит (62) — английский морской офицер, капитан лайнера.
  - Генри Уайлд (39) — старший офицер лайнера.
  - Лейтенант Уилльям Макмастер Мэрдок (39) — шотландский моряк, который погиб на борту «Титаника» в ранге первого офицера (был ответственным на мостике в ночь столкновения лайнера с айсбергом).
  - Джеймс Пол Муди (24) — шестой офицер лайнера; вероятнее всего, погиб от переохлаждения в водах Атлантического океана.
- 20 апреля — Брэм Стокер (64) — ирландский писатель.
- 26 апреля — Осип Рустицкий (73) — украинский хирург,профессор.

## Май
- 13 мая — Софус Якобсен (78) — норвежский живописец-пейзажист.
- 14 мая — Август Стриндберг (Johan August Strindberg) (63) — шведский писатель.
- 17 мая — Павел Засодимский (77) — русский писатель.
- 18 мая — Янис Бетиньш (82) — русский и латвийский дирижер, органист, педагог.
- 19 мая — Болеслав Прус (наст. имя и фамилия Александр Гловацкий) (64) — польский писатель.
- 21 мая — Яков Новиков — российский социолог и экономист греческого происхождения.
- 22 мая — Николай Остен-Сакен (81) — русский дипломат, действительный тайный советник.
- 24 мая — Иване Гварамадзе — грузинский католический священник, педагог, этнограф, публицист и общественный деятель.
- 28 мая — Томас Блэкберн (68) — английский энтомолог, специалист по жесткокрылым.
- 28 мая — Пенчо Славейков (46) — болгарский поэт.

## Июнь
- 1 июня — Яков Гогебашвили (71) — грузинский педагог, детский писатель и журналист.
- 5 июня — Людвиг Ганглбауэр (55) — австрийский энтомолог, хранитель энтомологических коллекций Венского придворного музея.
- 5 июня — Фрэнсис Гиллен (56) — австралийский антрополог и этнограф.
- 7 июня — Александр Долгорукий (70) — русский дипломат и государственный деятель.
- 11 июня — Михаил Аксёнов (47) — педагог, краевед, историк народного образования в Смоленской губернии.
- 12 июня — Фредерик Пасси (90) — французский политэконом и признанный лидер европейского движения за мир, лауреат Нобелевской премии мира (совместно с Анри Дюнаном).
- 22 июня — Мария Леонова (95) — российская оперная певица.
- 24 июня — Георгий (Орлов) — епископ Русской православной церкви, архиепископ Астраханский и Енотаевский.
- 25 июня — Лоуренс Альма-Тадема (76) — британский художник.

## Июль
- 5 июля — Адольф Алунан (63) — актёр, режиссёр и драматург.
- 10 июля — Николай Столетов (78) — русский военачальник, генерал от инфантерии.
- 12 июля — Ганс Берглер (53) — австрийский писатель, журналист, редактор, театральный критик, публицист.
- 17 июля — Анри Пуанкаре (Jules Henri Poincaré) (58) — французский математик, физик и теоретик науки.
- 20 июля — Эндрю Лэнг (68) — английский (шотландский) писатель, переводчик, историк и этнограф.
- 29 июля — Давид Виркхаус (74) — эстонский трубач, дирижёр и композитор.

## Август
- 16 августа — Иоганн Мартин Шлейер (Johann Martin Schleyer) (81) — немецкий католический священник, создатель языка воляпюк.
- 20 августа — Рудольф Гернес (61) — австрийский геолог и палеонтолог.
- 24 августа — Алексей Суворин (77) — русский журналист, издатель, писатель, театральный критик и драматург.
- 28 августа — Фёдор Махнов (34) — самый высокий человек из когда-либо живших на Земле.

## Сентябрь
- 3 сентября — Соломон Чудновский (63) — участник российского революционного движения, общественный деятель, этнограф , экономист, мемуарист.
- 9 сентября — Василий Чернов (60) — русский учёный-медик, общественный и политический деятель.
- 9 сентября — Ярослав Врхлицкий (наст. имя и фамилия Эмиль Фрида) (59) — чешский поэт, драматург, переводчик.

## Октябрь
- 2 октября — Иоанн Бейзым (62) — блаженный Римско-Католической Церкви, священник из монашеского ордена иезуитов, миссионер.
- 24 октября — Илья Сац (37) — русский композитор, дирижер, виолончелист, театральный композитор.

## Ноябрь
- 6 ноября — Николай Лысенко (70) — украинский композитор, пианист, дирижёр, педагог, собиратель песенного фольклора и общественный деятель.
- 15 ноября — Антоний (Вадковский) (66) — епископ Православной Российской Церкви.
- 15 ноября — Дмитрий Мамин-Сибиряк (60) — русский прозаик и драматург.
- 17 ноября — Джордж Армитстед (64) — градоначальник Риги.

## Декабрь
- 21 декабря — Давид Мюллер — австрийский семитолог.
- 23 декабря — Жан Детайль (64) — французский академический художник и баталист.
- 24 декабря — Алексей Путятин (68) — русский генерал, герой русско-турецкой войны 1877—1878 годов.
- 28 декабря — Николай Белобородов (84) — гармонист, педагог, дирижёр, аранжировщик, создатель хроматической гармони, основатель первого в мире оркестра гармонистов.

## Дата неизвестна или требует уточнения
- Толстогузов, Павел Яковлевич (117) — последний участник Бородинского сражения[1]